# Глобальне адміністративне право
Глоба́льне адміністрати́вне пра́во (англ. Global Administrative Law — GAL) — це новий регуляторний простір, що розвивається, який відрізняється як від традиційних міжнародно-правових режимів, так і внутрішнього адміністративного права. Формується глобальними регулятивними інституціями (міжурядовими та неурядовими міжнародними організаціями) та спрямований на встановлення глобальних принципів, стандартів, процедурних правил та інших механізмів, що стосуються підзвітності, прозорості, участі та верховенства права у глобальному управлінні.
У більш широкому розумінні, глобальне адміністративне право, або, за іншим визначенням, «глобалізоване адміністративне право» – це  процес зв’язування національних держав відносно автономними глобальними правовими режимами у питаннях здійснення публічного адміністрування.

## Підстави виникнення глобального адміністративного права
Норми глобального адміністративного права формуються, у випадках, коли:
- національні суб'єкти владних повноважень регулюють відносини, які виходять за межі однієї країни;
- національні суб'єкти владних повноважень безпосередньо здійснюють транскордонну взаємодію;
- міжнародні організації виконують певні адміністративні функції[3]

## Вплив глобального адміністративного права на національне законодавство
Існує декілька типів глобальних стандартів, які впливають на національне адміністративне право та порядок здійснення публічного адміністрування. Згідно з однією з класифікацій, до таких стандартів належать:
- Глобальні стандарти, що зв'язують національні суб'єкти владних повноважень у свободі розсуду (дискреційних повноваженнях) щодо публічного адміністрування в окремих сферах. Такі глобальні стандарти фактично встановлюють певні рамки та обмеження у формуванні та реалізації державної регуляторної політики.
- Глобальні стандарти, що впливають на адміністративні процедури, що проявляються у встановленні правил, які визначають процесуальну (порядок) та інституційну (наявність та компетенція спеціального суб'єкту) складові прийняття рішень суб'єктами владних повноважень.
- Транснаціональна передача повноважень щодо застосування законодавства, яка відбувається у випадках, коли іноземні суб'єкти залучаються до реалізації заходів щодо дотримання певних правил або стандартів[4].

## Найвідоміші дослідження в галузі глобального адміністративного права
Проект глобального адміністративного права (англ. — Global Administrative Law (GAL) Project), що здійснюється Інститутом міжнародного права та юстиції (англ. — Institute for International Law and Justice (IILJ)) юридичного факультету Нью-Йоркського університету (США).